# خاص‌دره
خاص‌دره (به ترکی آذربایجانی: Xasıdərə) یک منطقهٔ مسکونی در جمهوری آذربایجان است که در شهرستان آق‌سو واقع شده‌است.